# Liste der Bischöfe von Châlons

Das Wappen der Bischöfe von Châlons

Die folgenden Personen waren Bischöfe des Bistums Châlons (Frankreich):
- um 260–280: Heiliger Memmius (Memmie oder Menge)[1]
- Heiliger Donatien
- Heiliger Domitien
- Amable
- um 300: Didier
- um 340: Sanctissimus
- um 400: Provinctus
- 433–480: Heiliger Alpin
- 480–500: Amand (oder Amandin)
- 500: Florand
- um 515: Providerius
- um 530: Prodictor (oder Proditor, Productor)
- 535–541: Loup I.
- Papion
- um 565: Euchaire
- 578: Teutinodus (oder Teutmodus)
- 579: Heiliger Elaphe
- 588–596: Heiliger Lumier
- 596–625: Felix I.
- Ragnebaud
- um 660: Landebert
- um 685: Arnoul I.
- 693:Bertoin
- Felix II.
- Bladald
- Scaricus
- um 770: Ricaire
- 770–784: Willibald
- 784–804: Beuve I.
- 804–810: Heiliger Hildegrim
- 810–835: Adelelmus
- 835–857: Loup II.
- 857–868: Erchenrad
- 868–878: Willibert
- 878–887: Bernon
- 887–894: Rodoald
- 894–908: Mancion
- 908–912: Létold
- 912–947: Beuve II.
- 947–998: Gibuin I.
- 998–1004: Gibuin II.
- 1004–1008: Guy I.
- 1008–1042: Roger I.
- 1042–1066: Roger II.
- 1066–1093: Roger III. von Hennegau (Reginare)
- 1093–1100: Philippe I. de Champagne (Haus Blois)
- 1100–1113: Hugues
- 1113–1121: Wilhelm von Champeaux
- 1122–1127: Eble de Roucy (Haus Montdidier)
- 1127–1130: Erlebert (Alberic von Reims ?)
- 1131–1142: Geoffroy I.
- 1142–1147: Guy II. de Pierrepont (Haus Pierrepont)
- 1147–1152: Barthélémy de Senlis
- 1152–1153: Aymon
- 1153–1162: Boson
- 1164–1190: Guy III. de Joinville
- 1190–1200: Rotrou du Perche (Haus Châteaudun)
- 1200–1214: Gérard de Douai
- 1215–1226: Wilhelm II. von Perche, Graf von Le Perche (Haus Châteaudun)
- 1228–1237: Philippe II. de Méréville (Le Riche)
- 1237–1248: Geoffroy II. de Grandpré
- 1248–1261: Pierre I. de Hans
- 1262–1272: Conon de Vitry
- 1272–1273: Arnoul II.
- 1273–1284: Rémi de Somme-Tourbe
- 1284–1313: Jean I. de Châteauvillain (Maison de Broyes)
- 1313–1328: Pierre II. de Latilly
- 1328–1335: Simon de Châteauvillain
- 1335–1339: Philippe III. de Melun (Haus Melun) (dann Erzbischof von Sens)
- 1339: Jean II. de Mandevillain
- 1340–1351: Jean III. Happe
- 1352–1356: Regnaud Chauveau
- 1357–1389: Archambaud de Lautrec
- 1389–1413: Charles de Poitiers (Haus Poitiers-Valentinois) (dann Bischof von Langres)
  - 1413–1420: Ludwig von Bar (Haus Scarponnois) (Apostolischer Administrator)
- 1420–1438: Johann IV. von Saarbrücken
- 1439: Jean V. Tudert (Elekt)
- 1440–1453: Guillaume III. le Tur
- 1453–1503: Geoffroy III. de Saint Géran (auch Geoffroy Soreau oder Geoffroy Floreau)
- 1504–1535: Gilles de Luxembourg
- 1535–1549: Robert (II.) Kardinal de Lénoncourt
- 1550–1556: Philippe de Lénoncourt
- 1556–1571: Jérome de Burges (oder Jérôme Bourgeois)
- 1571–1573: Nicolas Clausse de Marchamont
- 1575–1624: Cosme Clausse de Marchamont
- 1624–1640: Henri Clausse de Fleury
- 1642–1680: Félix III. Vialart de Herse
- 1680–1695: Louis-Antoine de Noailles (dann Erzbischof von Paris und Kardinal)
- 1696–1720: Jean Baptiste Louis Gaston de Noailles
- 1721–1733: Nicolas-Charles de Saulx-Tavannes (dann Erzbischof von Rouen und Kardinal)
- 1734–1753: Claude-Antoine de Choiseul-Beaupré
- 1753–1763: Antoine de Lastic
- 1764–1781: Antoine-Éléonor-Léon Le Clerc de Juigné de Neuchelles (dann Erzbischof von Paris)
- 1782–1801: Anne-Antoine-Jules de Clermont-Tonnerre (dann Erzbischof von Toulouse und Kardinal) (Haus Clermont-Tonnerre)
  - 1782–1801: Jean-Baptiste du Chilleau (dann Erzbischof von Tours)
- Von 1801 bis 1822 war das Bistum Châlons aufgelöst.
- 1823–1860: Marie-Joseph-François-Victor Monyer de Prilly
- 1860–1864: Jean-Honoré Bara
- 1864–1882: Guillaume-René Meignan (dann Bischof von Arras, später Erzbischof von Tours und Kardinal)
- 1882–1894: Guillaume-Marie-Romain Sourrieu (dann Erzbischof von Rouen und Kardinal)
- 1894–1907: Gaspard-Marie-Michel-André Latty (dann Erzbischof von Avignon)
- 1908–1912: Hector-Irénée Sévin (dann Erzbischof von Lyon und Kardinal)
- 1912–1948: Joseph-Marie Tissier (auch Titularerzbischof)
- 1948–1973: René-Joseph Piérard
- 1973–1998: Lucien-Emile Bardonne
- 1999–2015: Gilbert Louis
- 2015–2023: François Touvet (dann Koadjutorbischof von Fréjus-Toulon)
- seit 2025: Franck Javary